# Спатаев, Карсыбай
Карсыбай Спатаев (каз. Қарсыбай Сыпатаев; 15 апреля 1918, Ордабасинский район — 26 ноября 1942, Сталинградская область) — заряжающий миномёта 2-й батареи 13-го отдельного конно-артиллерийского дивизиона 61-й кавалерийской дивизии 4-го кавалерийского корпуса Южного фронта, рядовой. Герой Советского Союза.

## Биография
Карсыбай Спатаев родился 15 апреля 1918 года в селе Коктобе (впоследствии переименовано в Спатаево) в семье крестьянина. Казах. Происходит из рода батыр-жайдак племени сиргели.
Образование неполное среднее. Работал в колхозе села Турткуль Чаяновского района Чимкентской области. В 1942 году был призван в Красную Армию. Член ВКП(б) с 1942 года (принят перед боем).
Воевал в составе 13-го отдельного конно-артиллерийского дивизиона. 23 ноября 1942 года в районе колхоза «Красный герой» юго-западнее Сталинграда Карсыбай Спатаев уничтожил из миномёта до взвода гитлеровской пехоты, отражая атаки противника. 26 ноября 1942 года в районе населённого пункта Шарнутовский батарея отражала атаку с трёх сторон 36 танков с автоматчиками. В этой битве Карсыбай Спатаев из миномёта стал отсекать живую силу гитлеровцев от танков. Когда прорвавшийся танк стал угрожать батарее, он с миной в руках бросился под него и решил исход боя ценой собственной жизни.
Похоронен в братской могиле в посёлке Шарнут Сарпинского района Калмыкии.

## Награды
- Указом Президиума Верховного Совета СССР «О присвоении звания Героя Советского Союза начальствующему и рядовому составу Красной Армии» от 17 апреля 1943 года посмертно удостоен звания Героя Советского Союза за «образцовое выполнение боевых заданий командования на фронте борьбы с немецкими захватчиками и проявленные при этом отвагу и геройство»[3][6].
- Орден Ленина.

## Память
- В память о Герое Советского Союза Карсыбае Спатаеве его родное село Коктобе было переименовано в Спатаево.
- Имя Карсыбая Спатаева носит ГУ «Школа-лицей № 7» города Шымкента и ГУ «Неполная средняя школа» в селе Спатаево.
- В честь Карсыбая Спатаева назван переулок в городе Алматы, Казахстан.